# Desescolarització
Durant la dècada dels setanta, va sorgir aquest nou moviment influït per una sèrie d'autors, pensadors, pedagogs i filòsofs que veien com el model d'escola era ineficaç. S'entén per desescolarització al conjunt de reflexions i propostes pedagògiques presentades per un grup d'autors que a l'inici dels anys setanta van llençar crítiques contundents contra les institucions escolars amb el fi d'acabar amb el predomini d'aquestes i frenar la seva expansió a la resta del món.
Aquest corrent de pensament ha sigut objecte de moltes crítiques, ja que critica durament a una institució història com és l'escola.

## Principals defensors
- Willem van der Eyken y Barry Turner Aventuras en la educación (1969)
- Paul Goodman
- Ivan Illich, La societat desescolaritzada (1970)[2]